# 白条沙蜥
白条沙蜥（学名：Phrynocephalus albolineatus）为鬣蜥科沙蜥属的爬行动物，是中国的特有物种。分布于新疆等地，常生活于戈壁荒漠草原的沙砾地上以及植被稀疏而矮。该物种的模式产地在新疆塔城向南45公里。